# Luotuo (sockenhuvudort i Kina, Zhejiang Sheng, lat 29,98, long 121,59)
Luotuo (kinesiska: 骆驼, 骆驼街道) är en sockenhuvudort i Kina. Den ligger i provinsen Zhejiang, i den östra delen av landet, omkring 140 kilometer öster om provinshuvudstaden Hangzhou. Antalet invånare är 95 487. Befolkningen består av 45 482 kvinnor och 50 005 män. Barn under 15 år utgör 11,0 %, vuxna 15-64 år 82 %, och äldre över 65 år 6,0 %.
Runt Luotuo är det tätbefolkat, med 636 invånare per kvadratkilometer. Närmaste större samhälle är Ningbo, 12,4 km söder om Luotuo. Trakten runt Luotuo består till största delen av jordbruksmark.
Genomsnittlig årsnederbörd är 1 981 millimeter. Den regnigaste månaden är juni, med i genomsnitt 355 mm nederbörd, och den torraste är januari, med 68 mm nederbörd.